# 萊克佐治 (明尼蘇達州)
萊克佐治（英語：Lake George）是位於美國明尼蘇達州哈伯德縣萊克佐治鎮區的一個普查規定居民點。

## 人口
根據2020年美國人口普查的數據，萊克佐治的面積為17.42平方千米，當中陸地面積為13.14平方千米，而水域面積為4.28平方千米。當地共有人口233人，而人口密度為每平方千米13.38人。